# Сентръл Парк Уест
„Сентръл Парк Уест“ (на английски: Central Park West) е американска телевизионна сапунена опера, която се излъчва от 13 септември 1995 г. до 28 юни 1996 г. на CBS. Сериалът е създаден от Дарън Стар. Както се посочва в заглавието, CPW се намира в Ню Йорк, в заможния район Сентръл Парк Уест на Манхатън. Актрисите Мариел Хемингуей, Мадхен Амик и Кайли Травис изиграват три от главните героини на сериала.
Сериалът представлява опит на CBS да се възстанови след катастрофалния телевизионен сезон през 1994-1995 г., когато мрежата губи голяма част от установените си филиали, свързани с футболните права на NFC, и опита на мрежата да привлече по-млади зрители. Това е най-популяризираното ново шоу в мрежата в продължение на много години с промоционална кампания, създадена специално, за да се хареса на по-младите зрители, и се опитва да възстанови старата вечерна сапунена слава на мрежата. На австралийската певица и актриса Кайли Миноуг е предложена водеща роля, но тя отказа.
Сериалът не е успешен и е отстранен от графика на CBS през ноември 1995 г. Шоуто е официално отменено през юни 1996 г.

## „Сентрал Парк Уест“ В България
В България сериалът започва излъчване през 1997 г. по Канал 1 с български дублаж, в който участва Даниела Йорданова.